# 新世紀福音戰士劇場版
《新世紀福音戰士劇場版》（日语：新世紀エヴァンゲリオン劇場版）是日本電視動畫《新世纪福音战士》所衍生之動畫電影系列。1997年先后公映《死與新生》和《Air/真心為你》，1998年上映了前两部的合体版《DEATH(TRUE)2/Air/真心為你》。在2007年《福音戰士新劇場版》出现后，该系列也被称为「旧劇場版」。
影片的制作源于电视版（全26话）的结局（最后两话）引发的巨大争议，随后主创团队宣布重制结局，并以电影的形式上映。该电影系列包括电视版前24话内容的总集篇〈DEATH〉和作为重制版结局的第25話〈Air〉與第26話〈真心为你〉，重制版结局的剧情承接电视版第二十四话，讲述SEELE与碇源堂等人围绕人类补完计划展开激烈的战斗，以及陷入绝望的碇真嗣如何做出自己的选择。由于制作上的问题，第一部《死與新生》仅包含DEATH篇和重制版结局的一部分，第二部《Air/真心為你》则是完整的重制结局。其中，〈DEATH〉、〈Air〉和〈真心为你〉三部分分别由摩砂雪、鶴卷和哉和庵野秀明三人导演，庵野秀明担任总导演和编剧，鷺巢詩郎负责配乐，动画由GAINAX和Production I.G共同制作。
电影上映后取得了不俗的经济效益，其票房收入合计45億日圓，原声音乐专辑也大卖，获得Oricon专辑周榜冠军。影片获得大多好评并被奉为经典，还入围或荣获多个奖项，包括神戶動畫獎、日本電影學院獎、Animage动画大奖。

## 劇情
| 发行/上映时间 | 副标题                    | 剧情         | 剧情    | 剧情 | 剧情     | 剧情     |
| ------------- | ------------------------- | ------------ | ------- | ---- | -------- | -------- |
| 1997年3月15日 | 死与新生                  | DEATH        | REBIRTH |      |          |          |
| 1997年7月19日 | - Air/真心為你            |              | Air     | Air  | 真心为你 | 真心为你 |
| 1998年3月7日  | DEATH(TRUE)2/Air/真心為你 | DEATH(TRUE)2 | Air     | Air  | 真心为你 | 真心为你 |

### DEATH篇
本篇是以電視版前24話並搭配一些新畫面製作的總集篇。剪辑并不是按照故事顺序进行，而是以四个主要角色集合在体育馆进行的弦乐四重奏练习为核心展开，按照入场顺序把每个角色相关的内容打乱重剪。首先出现在体育馆的是大提琴手碇真嗣，在调音后编入真嗣的剪辑片段；接着到达体育馆的是带着小提琴的惣流·明日香·蘭格雷，然后插入明日香的故事；第三个出现的是负责中提琴的綾波零，相关的内容也被剪辑出。当最后的担任第一小提琴手的渚薰出现时，四人合奏帕海貝爾的《卡農》。

### 第25話：Air
劇情承接電視版第二十四話。碇真嗣因為殺了渚薰而产生罪恶感，去病房找明日香寻求慰藉，但失去意识的明日香无法回应。无助的真嗣对着明日香自慰后陷入自我厌恶。
另一方面，最后的使徒（渚薰）被消灭后，SEELE为了推行自己的人類補完計劃而对碇源堂把持的NERV總部發動全面攻擊。首先操控各國以MAGI備用機試圖駭進NERV總部的MAGI一號機，但被赤木律子用666號防護程式成功阻擋。继而挑动日本政府派遣戰略自衛隊攻入地下都市、抹杀NERV人员。
知悉人類補完計劃真相的葛城美里要求確保EVA駕駛員的人身安全，於是明日香被安置進EVA貳號機、藏匿于地底湖避难；獨自遊蕩的真嗣身陷危险境地，美里及時出現将其救出。与此同时戰略自衛隊動用n²武器和大量深水炸彈轰炸地底湖，受到攻擊而陷入恐懼的明日香確認到母亲的存在后重新振作起来，操纵着貳號機接連擊毀戰略自衛隊的武器。SEELE為對付貳號機而出動九架EVA量產機。（REBIRTH篇到此結束）
身受重伤的美里在临死前鼓励真嗣再次乘上EVA初號機，並把他送進升降機前往初號機的停機棚，但初號機被树脂封住无法进入。碇源堂帶著綾波零抵达莉莉丝所在的終極教條區，在那等待的赤木律子試圖啟動NERV的自爆程式，但自爆决议卻被MAGI否定了，於是源堂开枪杀了她。另一方面，明日香不斷擊敗EVA量產機，眼见就要摧毀所有量產機時，貳號機被朗基努斯之槍複製品刺穿头部后停止運作，而量產機却悉數復活並分食貳號機。就在此时，像是回应真嗣一样，初號機自行突破冻结，因此真嗣才终于駕駛機體出動，但映在眼前的卻是被分屍的貳號機。

### 第26話：真心為你
碇源堂用移植了亚当的右手插入綾波零的肉体，試圖让亚当与莉莉丝进行禁忌融合使所有灵魂合而为一，这是达到他的最终目的——与碇唯重逢的唯一手段。
真嗣看到貳號機的屍骸後情緒當場崩潰，初號機随即展開赤紅的十字架之翼，並喚回插在月球的朗基努斯之槍；随后，SEELE以初號機为媒介开始人类补完的仪式，飛行中的量產機與初號機組合為卡巴拉生命樹圖案，引發第三次冲击。此時試圖發動補完計畫的碇源堂被綾波零拒绝，綾波零吸收了碇源堂右手中的亚当並回归莉莉丝本體；之後莉莉丝轉化為綾波的面容，並不斷變大，最終出現在真嗣面前。朗基努斯之槍插進初號機的核心，將它轉化為象征生命胚胎的生命之樹。人類補完開始，莉莉丝以綾波的幻影出現在所有人身邊，並化成每個人最希望見到的人来引导人们，幸福满足後的全人类还原為LCL，所有人的靈魂融入莉莉丝。真嗣在所有人合而爲一的世界中與渚薰和綾波對話時，希望「可以再見到大家」。於是補完停止，莉莉丝随之崩解，體內的人類靈魂回歸地球。只要能靠自己的心去描繪出自己的輪廓，誰都可以回復人形。
躺在沙灘上、回過神來的真嗣，發現周圍只有身旁的明日香。真嗣突然掐住明日香的脖子。明日香仍是面無表情地凝視著天空，並沒有反抗，反而伸出手撫摸真嗣的臉，真嗣終於哭著鬆開了手。在他哭泣的時候，明日香的目光移向他，口中只輕輕地吐出了一句話：「真噁心」。

## 制作人员
製作人員名單來自日本電影情報。
- 總導演：庵野秀明
- 角色設計：貞本義行
- 機械設計：山下育人、庵野秀明
- EVA概念设计：山下育人
- EVA量产机设计：本田雄
- 設定設計：黃瀨和哉、鶴卷和哉、庵野秀明
- 色彩設定：高星晴美
- 美術監督：加藤浩
- 撮影監督：白井久男
- 音響監督：田中英行
- 音響効果：野口透
- 音乐：鷺巢詩郎
- 編集：三木幸子
- 友情編集：薩川昭夫
- 制作人：石川光久
- 动画制作：Production I.G、GAINAX
- 製作：角川歷彥、池口頌夫、山賀博之、倉益琢眞
- 製作：EVA製作委員会（角川書店、Project Eva.、GAINAX、東京電視台、世嘉、東映）

| 話數                   | 標題                     | 導演·演出 | 劇本              | 分鏡                       | 作畫監督                   | 作画監督補佐    | 演出助手                 |
| ---------------------- | ------------------------ | --------- | ----------------- | -------------------------- | -------------------------- | --------------- | ------------------------ |
| EVANGELION:DEATH       | EVANGELION:DEATH         | 摩砂雪    | 薩川昭夫 庵野秀明 | 摩砂雪                     | 摩砂雪 貞本義行 庵野秀明   | 不適用          | 千葉大輔 津留洋子 安藤健 |
| 第25話 EPISODE:25'     | Air Love is destructive. | 鹤卷和哉  | 庵野秀明          | 鹤卷和哉 摩砂雪 樋口真嗣   | 黃瀨和哉 本田雄            | 不適用          | 大塚雅彦 安藤健          |
| 第26話 ONE MORE FINAL: | 真心為你 I need you.     | 庵野秀明  | 庵野秀明          | 庵野秀明 樋口真嗣 甚目喜一 | 鈴木俊二 平松禎史 庵野秀明 | 古川尚哉 吉成曜 | 大塚雅彦 安藤健          |

## 制作
即使是在剧场版中，我们也绝不会给出所有的答案。对于许多观众来说，他们可能希望我们提供一个关于《新世纪福音战士》的完全解读手册，但没有这样的事。不要指望从他人那里获得答案，不要指望永远会被迎合。我们都必须去寻找属于自己的答案。——庵野秀明
《新世纪福音战士》电视系列（全26話）留下了大量谜团、没有把故事讲完就结束了，此后引发巨大讨论。为回应支持者们的期待，主创团队于1996年4月26日发售的《月刊少年Ace》6月号公布将于发售的录像带重制电视版最終兩話，另外制作「完全新作的劇場版」于1997年夏季公开；之后又宣布电视版前24话的总集篇和重制版第25、26話制作成一部剧场版在1997年春季公开。
不过，当时工作人员都累了，导演庵野秀明光是重制电视版最終兩話就已经是极限，因此希望鹤卷和哉来做新作，但鹤卷认为这只能由庵野来做而推辞，于是新作的企划就搁浅了。这部新作是像《超时空要塞》的剧场版一样舍弃电视版的世界观，重写一部两小时的新作电影。庵野当时已经写好了故事大纲，故事设定在人类几乎灭绝的世界里，人类生活在由A.T.力场保护的墙内，与外界相连的只有一座桥，外出的话使徒会过来。还会出现无法在电视播出的使徒吃人场景。而能够对抗使徒的只有EVA，操纵EVA则需要将适格者直接埋入子宫中，每次都要用手术取出，而且不快点取出的话会变成使徒。庵野秀明在看《進擊的巨人》时感觉到两者很相似。
庵野秀明在制作完电视版后陷入了深深的倦怠感，宫崎骏在听说庵野情绪低落后打电话过去建议他休息半年，庵野遵循了这个建议，因此《死與新生》的制作直到1996年11月8日才正式开始。
1996年11月1日《死與新生》制作发表记者招待会上，确认预定1997年春季上映的《死與新生》包括总集篇〈DEATH〉和重制版第25、26話〈REBIRTH〉各60分钟。但由于REBIRTH篇的构想超过预期，动画制作也来不及了，于是采取了分割上映。在公映一个月前的1997年2月14日召开紧急记者招待会，发表剧场版内容变更的消息：春季上映的DEATH篇追加至72分钟、REBIRTH篇先行上映27分钟，夏季公开完结篇。最终，由重制版第25話〈Air〉和第26話〈真心為你〉构成的《Air/真心為你》于1997年7月19日公开上映，至此《新世纪福音战士》完结。

### 前期制作
DEATH篇是以電視版前24話並搭配一些新畫面製作的總集篇。新制作的部分约30分钟，分为三类：一、音樂演奏練習場景，这部分是DEATH篇独有的；二、电视版畫面的重製，如重製的「綾波之微笑」；三、电视版第二十一話至第二十四話相关的追加畫面。追加画面一开始就预定收录到发售的录像带版第二十一话至第二十四話，例如第二次衝擊的始末、碇唯與冬月的湖畔對話、明日香在浴室独白的场面。影片的剪辑并不是单纯地按照顺序进行，而是以四个主要角色为中心展开，并使用弦乐四重奏串联起来，这是薩川昭夫的主意，灵感来源于实相寺昭雄的集锦影片。
REBIRTH篇是全新内容，大致是第25話〈Air〉的前半部分（更准确来说是2/3），只到EVA量產機群於上空盤旋的場面就結束了，在這之後則是以主題曲《魂之轮回》搭配工作人員列表結束。
第25話的标题「Air」带有空、空气状的态度以及旋律（詠嘆調）的双重意义。第26話标题「真心為你」（日语： まごころを、君に）引用自丹尼爾·凱斯所著科幻小说《獻給阿爾吉儂的花束》的改编电影《落花流水春去也》的日本上映译名。在分镜阶段，第25話的标题为「夏之门」（日语：夏への扉），引用自羅伯特·海萊因的科幻小说《夏之門》。第25話〈Air〉是基于电视系列制作期间完成的第25話剧本而制作的，然而由于制作日程等问题而未被使用于电视版。因此可以说，剧场版的第25话是回归原意的创作。相应的，剧场版第26话比电视版最終話增加了设定与故事的描写、也深化了内容所述的主题。
劇場版第25話〈Air〉和第26話〈真心為你〉是電視版最終两話的重制版，主题是相同的。但剧场版是从“外侧”描写人类补完计划，不同于电视版结局从登场人物内心的世界=精神世界一侧描写，电视版第二十五话出现的好像是被射杀的葛城美里和赤木律子的几帧画面在剧场版有了描写。
第25話〈Air〉的导演是原电视版的副导演鶴卷和哉，剧本出自于总导演庵野秀明之手，但演出之后的作业全面交给鹤卷负责。分鏡方面，鹤卷得到了同样是原电视版的副导演摩砂雪、参与了分镜与编剧的樋口真嗣的协助。第26话〈真心为你〉由总导演庵野秀明本人担任演出，因此这一话充分表现了他个人的风格。甚目喜一与樋口真嗣也参加了分鏡的制作。
根据緒方惠美所述，影片最后的场景是模拟了庵野导演认识的一名女性身上实际发生过的事。她被一个男的掐住脖子，正当她以为自己会被杀死的时候，她突然想抚摸那个男的，然后当她放下手的时候，却又冷淡地说：「我死也不要被你杀掉。」庵野导演一听到这个的时候就觉得「这就是《新世纪福音战士》的结局！」

### 配音演员
配音演员（聲優）延续电视版的阵容。DEATH篇的配音基本上是使用电视版的素材，为了与新作部分融合，有些画面则进行了重新录音。第25話〈Air〉与REBIRTH篇相同的场面也全部进行了重新录音。
- 緒方惠美饰演碇真嗣。緒方惠美自称该系列对她而言并不是一部难以理解的作品。实际上，在初看剧场版的剧本时发现有些地方看不懂，而与庵野导演进行了交流。结果明白了很多地方，同时导演也接受了緒方提出的一些想法。在为最后的场景重新录音时，因为导演一直不给过，最终绪方惠美甚至仿照动画的姿势，真的掐了宫村的脖子。[23]
- 三石琴乃饰演葛城美里。像其他配音演员一样，她对这个角色非常投入，但在表演过程中遇到了一些困难，因为她认为美里不是那种轻易说出自己真实感情的人[26]。
- 林原惠饰演綾波零。綾波零从第26話一开始就有了很大的变化，林原在读剧本时不禁想问：「不要紧吗？」但跳出角色审视时觉得没问题、不用担心[25]。
- 宮村優子饰演惣流·明日香·蘭格雷。明日香的最后的台词本来是「我绝对不要被你这种人杀掉」[27][28]。不过导演庵野秀明不满意这句台词，他对宮村優子提出问题：「你在三更半夜醒来，有个陌生男人潜入房间，他明明可以袭击你却只是看着你自慰，你觉得如何？」宮村回答：「觉得...恶心吧」。庵野于是采用「恶心」这句台词。[24][29]
- 山口由里子饰演赤木律子。在该角色的最后一幕中，律子试图摧毁NERV，但被碇源堂用枪射杀。就在射击之前，碇源堂司令说：“赤木律子，实际上......”。这句话的最后部分留给观众去揣测，律子回答说：“骗子”。山口由里子对此对话感到疑惑。在配音的时候，庵野秀明注意到她的情绪状态，对她讲了一句话才使她释然。[30][26]

### 作画和特效
电视版副导演摩砂雪担任DEATH篇的导演、分镜、作画监督、水面特效等多个职位。一般认为水的描写对于动画来说是非常困难的，因此设立了水面特效这一职位，担任「水」「波」等自然现象相关的作画监督。
鶴卷和哉特别注意的场面是EVA贰号机的左眼被朗基努斯之枪刺中，据其称：疼痛之类的感觉很难表现出来，但只是看了样片就觉得完全可行。
贰号机与战略自卫队空战部队的战斗场面中，有一些让人回想起电视版第一话中联合国部队对第三使徒的战斗的描写。为了提高第25話〈Air〉的画质，REBIRTH篇中有1/4内容重复部分在摄影等方面进行了重制。
动画制作由GAINAX和Production I.G共同担当。第25话有两位作画监督，第26话有三位。第25话中人物场景的作画监督由来自Production I.G的黃瀨和哉担任，机械场景的作画监督则由本田雄担任，两人都曾在电视版担任过作画监督，原画师阵容集结了很多擅长机械战斗画面的专家。第26话的作画监督由鈴木俊二、平松禎史与庵野秀明担任。一般场景的作画监督由铃木俊二与平松祯史两位担任，而庵野秀明则专注于机械与特效场景。
在电视版中就积极地使用计算机图形（CG），但只是做一些电脑显示画面等二维计算机图形（2D CG）；在剧场版中，进一步使用三维计算机图形（3D CG）技术。CG制作的核心是曾负责《机动警察剧场版2》、《攻壳机动队》等作品CG制作的Omnibus Japan，大部分CG动画是在第26话人类补完计划发动后的场景，例如不断出现的巨大十字架将地表掩埋的片段、无数綾波零游动的片段。为了让这些CG片段与其他片段的质感更为接近，还模拟了滤镜处理。工作人员列表特效也是出自Omnibus Japan之手。Production I.G 也制作了几个CG片段，例如第25话中九架巨型运输机所搭载的EVA量产型最初登场的部分。这些在工作人员列表中记为3D动画。而如同在电视版中所制作的电脑显示画面是在GAINAX公司内完成的，表记为2D动画。

### 真人实拍
为了描写真嗣的内心世界，第26话中使用了一些真人实拍的影像。包括各种城市中常见的景象、人群、建筑物、电塔、交通标志、涂鸦，还有三个女主角配音演员的照片。为此，组成了「特殊制作班」来拍摄，该部分的总导演与编剧仍然是庵野秀明，樋口真嗣担任本组的特技指导、负责指导特殊摄影。这一段真人实拍影像的拍摄是根据庵野秀明与樋口真嗣两人的意见来推进的。有一些实拍画面是在新宿MILANO电影院拍摄观看本系列的观众以及空座位，使用在剧中碇真嗣和綾波零讨论梦与现实的时候，并且在画面上打出字幕「舒服吗？」（日语：気持ち、いいの？）在该片段最后，极快速地展示了动画爱好者在GAINAX公司办公楼的恶作剧涂鸦以及在網路上写的感想，其中最引人注目的文字是最后的「庵野去死」（日语：庵野、殺す！）根据小黑祐一郎的说法，这部分内容表明动画爱好者与剧中的真嗣有相同的问题，同时也批评了爱好者沉迷于动画中。
在创作初衷，原先设想的真人实拍片段比成片中的更长，内容也不一样。原计划由聲優真人出演也确实拍摄完成了，故事中明日香在与鈴原冬二一起喝酒过夜后在公寓里醒来，然后去工作，葛城美里住在她隔壁，綾波零则是她的同事、前辈，但在这个世界里却没有碇真嗣。依照庵野秀明的构想，在动画作品里加入真人实拍片段是想要打破闭塞的动画世界，同时希望安居在安全的、只有自己的世界的动画爱好者们直面外面的现实世界。

## 主题与解读

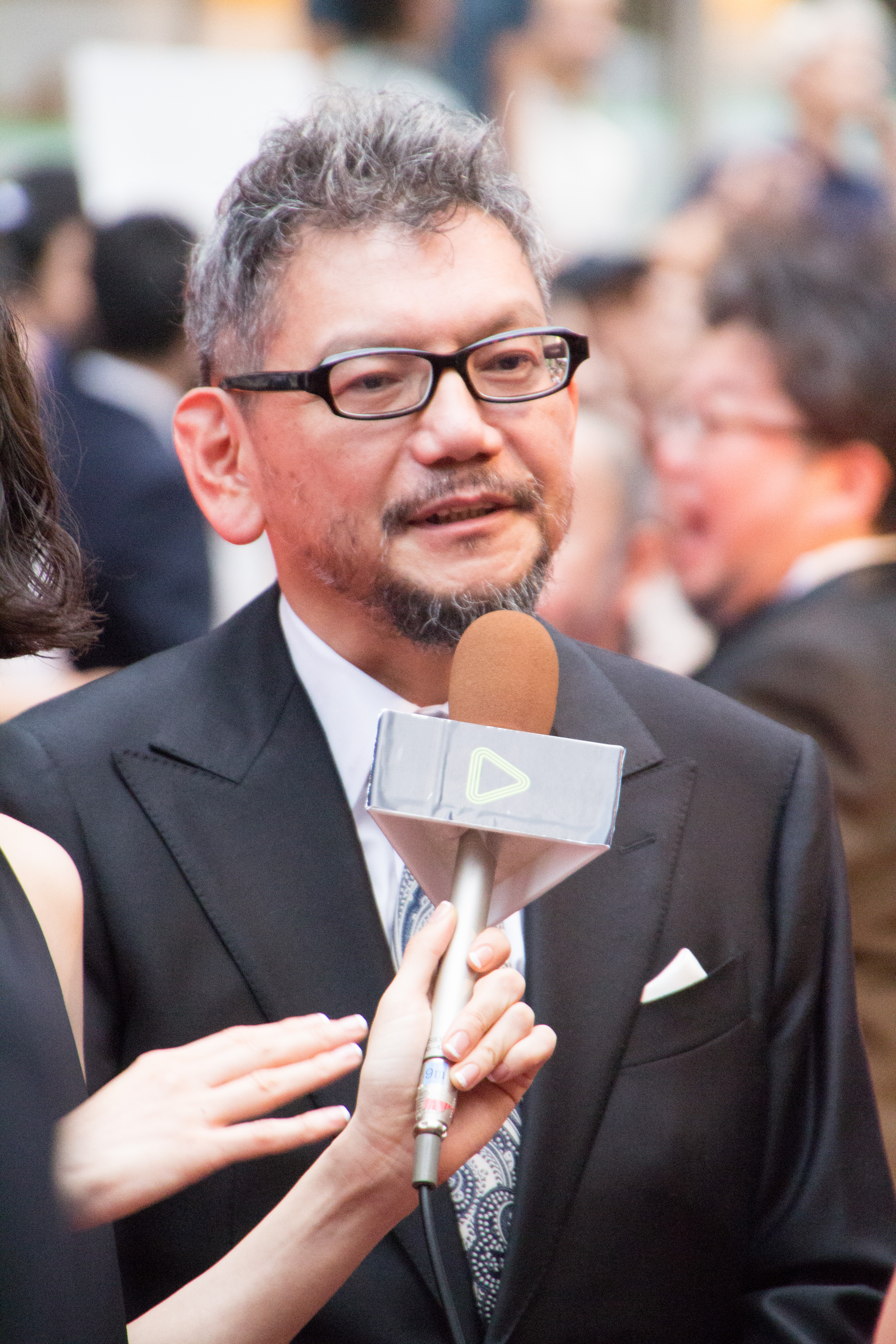
庵野秀明：「我非常不希望动画这种东西，至少是我制作的《新世纪福音战士》，仅仅变成一个避难所。动画爱好者只把它作为逃避现实的场所，通过躲进它而逃避现实的痛苦，却无法从中回到现实世界。」

《新世纪福音战士》电视版最后两话与第二十四话在故事衔接上存在问题，最后两话一开始人类补完就已经开始，但却没有具体实施过程的描写，而且一些特定画面与剧场版内容一致，如葛城美里遭受了枪伤、明日香已从医院转移至贰号机。因此可以合理地推测，剧场版中出现的描写此部分的内容，即所有人类合而为一为止的内容，发生在电视版第二十四话与第二十五话之间。有些影迷认为剧场版才是庵野秀明原本想要制作的真正结局，尽管他本人坚称电视版结局才是他一直想要的。电视版以乐观的姿态结束，而剧场版则相对的更加沉重、黑暗与残酷。二者的差异与庵野秀明心境的变化有关，也有认为剧场版是对不满电视版结局的观众的报复行为。
作品的主旨被认为是在批评观众沉迷于虚幻的世界里。庵野秀明认为动画爱好者（御宅族）太内向、并且在封闭自己，于是向动画爱好者发出劝诫。电视版播放结束后，庵野对动画爱好者喊出：「回到现实吧」。电影甚至将攝影機对准观众，用真人实景拍摄的片段来谴责他们。电影的演职员表不是在片尾而是在中间，因此故事一结束电影放映便结束，没有给观众留下从电影世界回到现实世界的缓冲时间，也使观众在现实层面感受到了「拒绝」与「回到现实吧」。鶴卷和哉表示：「《新世紀福音戰士》和庵野秀明的發言都是給包含了他自己、當然也包含了我在內的動畫愛好者的訊息，所以非動畫愛好者看了也沒有幫助，正常地生活著、正常地交流著的人看了也無法瞭解。[...]当然，这并不是动画爱好者所独有的問題。」
香港学者黎子元認為，SEELE、碇源堂、碇真嗣三方的「人類補完計劃」正好反映了三種應對創傷的態度與方式。SEELE所企求的是無他者以消解人類整體的矛盾；而碇源堂只是为了一己之私；碇真嗣最後選擇与他者共存，即使会因此而苦惱。黎子元总结道：「碇真嗣的做法比SEELE及其父親更可取、更有現實性，正正在於他理解到他者的必要性，以及承認分裂與矛盾是世界的本質，而不是一種需要消除的錯誤。」
日本动画评论家藤津亮太认为电影的最后一幕是作者针对现代出现的矛盾所开出的处方——与他者无法完全的互相理解，但有他者存在即有希望，我们别无选择，只能接受这种矛盾而活下去。其他的一些影评人也做出了类似的解读。

### 宗教、哲学和心理学
就如电视版渗透着哲学和心理学的文化参考一样，《Air/真心為你》中也使用了大量类似的元素，官方资料称之为“迂腐”的风格。庵野表示，加入这些术语是为了营造气氛，让人觉得背后有更深层的东西，使之“看起来很聪明”。影片中多处引用了犹太教和基督教的元素，如兽名数目666、生命树、质点、天主教的圣痕、大洪水、诺亚方舟、七日创世和《启示录》。

## 音乐
该系列的配乐由鷺巢詩郎负责制作。《Air/真心為你》中新作曲、录音的BGM共有18首，这些曲目都是依照导演庵野秀明的意图完成的。剧中还引用了古典音乐。在DEATH篇的音乐演奏练习场景中，碇真嗣在調弦后演奏了巴赫的《G大调第一无伴奏大提琴前奏曲》、德沃夏克的《B小调大提琴协奏曲》，明日香在调弦后演奏的是巴赫的《E大调无伴奏小提琴组曲第三号》，碇真嗣、明日香、綾波零、渚薰四人合奏的是帕海貝爾的《卡農》。《Air/真心為你》中使用的古典音乐有巴赫的《G弦上的咏叹调》与《耶稣，世人仰望的喜悦》两曲。《G弦上的咏叹调》的英文表记是「Air」，这也是第25話的标题来源，《G弦上的咏叹调》是由鹭巢诗郎重新编曲录制的，《耶稣，世人仰望的喜悦》则是使用既有的音源。
在第26话公园沙丘场景中加入的童谣，是由于庵野想要带有真实感的音乐，于是Production I.G的制作人石川光久带人到自己女儿所在的保育園录制。
《死與新生》主題曲《魂之轮回》由高橋洋子演唱，及川眠子作词，大森俊之作曲编曲。
庵野秀明与鹭巢诗郎两人为《Air/真心為你》制作了两首新歌曲。一首为第25話的片尾曲《THANATOS-IF I CAN'T BE YOURS-》，原曲是电视版的背景音乐，作词者为MASH，歌手是LOREN。其中Thanatos是西格蒙德·弗洛伊德提出的“死的本能”之意，原本是指希臘神話中的死神塔納托斯。另一首是第26話的插曲《Komm, süsser Tod》，是由庵野秀明填日语歌词再转译英语，由Arianne演唱，标题是德语意思「来吧，甜蜜的死亡」。
此外，还有一首名为《Everything you've ever dreamed》的未使用歌曲，与《Komm, süsser Tod》一样是由庵野秀明填日语歌词再转译英语，由Arianne演唱，原本是打算使用在剧中的补完场景。
该系列推出了多张音乐CD唱片。其中，《魂之轮回》于1997年2月21日发售，唱片中还有一首高橋洋子演唱的歌曲《心呀，回归原始吧》（心よ原始に戻れ），该曲是《死與新生》的印象歌曲。原声音乐专辑《EVANGELION:DEATH》于1997年6月11日发售，原本打算制作成低价格的原声音乐单曲，但加入「調弦」和附赠曲目后收录时长达到了专辑长度，而且作为附赠曲目的朱塞佩·威尔第《安魂弥撒曲第二乐章<Dies irae>》比正篇还长。1997年8月1日发行了单曲《THE END OF EVANGELION》，此唱片收录了《THANATOS-IF I CAN'T BE YOURS-》、《Komm, süsser Tod》和《II Air（G弦上的咏叹调）》三首歌曲。电影原声音乐专辑《THE END OF EVANGELION》则于1997年9月26日发售。

## 上映及发行

### 死與新生
《新世紀福音戰士劇場版：死與新生》是《新世纪福音战士》系列首部劇場版，于1997年3月15日在日本公映。本作由DEATH篇與REBIRTH篇兩個部分構成，DEATH篇是电视版前24话内容的总集篇，REBIRTH篇则为即将推出的重制版第25话〈Air〉的前2/3部分。英语标题是最先决定的，日语副標題有兩個涵義：一個是「DEATH & REBIRTH」的直译「死與新生」，另一個則是指「使徒新生」。
已有人气基础的剧场版动画，通常会在公映前发布附带特典的电影预售票，为电影作宣传。本作预售票于1996年11月23日发售，特典为电话卡，有两款样式，各2万张，图案分别为战斗服姿态的綾波零和身着黄色连衣裙的明日香。当天即告售罄，一般来说附电话卡的预售票通常只有限量5千张才能在发售当天售完。之后又更换特典进行发售，如电影海报、录像带。公映前，预售票合计卖出超过20万张，刷新当时的日本纪录。公映前一天晚上十点，在东京新宿MILANO电影院举办了先行上映活动。公映首日第一场上映时间为5点10分，刷新日本当时的最早上映纪录，比前纪录6点10分早一个小时。超过7000名支持者一大早就聚集在了新宿，其中彻夜等候的多达3200人。

### Air/真心為你
《新世紀福音戰士劇場版 Air/真心為你》，简称《EOE》，于1997年7月19日在日本公映。是《新世纪福音战士》系列第2部劇場版，包括重制版第25話〈Air〉與第26話〈真心為你〉兩個部分。
电影预售票于1997年5月17日开始发售，另外，未使用的《死與新生》预售票也可以用来观看本作。与《死與新生》的多轮宣传不同，本作上映之际，没有开展特别的宣传活动，现场推广活动也控制在最小，整体氛围犹如丧礼，旨在葬送《新世纪福音战士》。庵野秀明表示，与其看到作品人气渐渐消逝，不如自己麻利地结束掉，标题「THE END」不仅指结局，也是结束的宣言。
在电影上映前一周，庵野秀明尊称为师傅的宫崎骏所执导的《魔法公主》上映，而且《魔法公主》的宣传语「活下去」与本作海报上的文字「所以大家都去死吧」形成鲜明对比，两部电影同时期上映被媒体描述为「师徒对决」。

### DEATH(TRUE)2/Air/真心為你
《新世紀福音戰士劇場版：DEATH(TRUE)2/Air/真心為你》于1998年3月7日在日本公映，是《新世紀福音戰士》系列第3部劇場版。它是前兩部劇場版《死與新生》和《Air/真心為你》的串接。本作被認為是《新世紀福音戰士劇場版》的最終樣式、最初樣式，包含〈DEATH(TRUE)2〉、〈Air〉和〈真心为你〉。其中〈DEATH(TRUE)2〉是〈DEATH〉的最终修正版。由于上映时间较长，〈DEATH(TRUE)2〉结束之后加入了「休憩」画面。
关于DEATH篇，其间还有一个修正版，即WOWOW卫星电视台1998年1月2日播放《死與新生》释出的版本〈DEATH(TRUE)〉。此版本在片头增加了字幕「这是〈EVANGELION:DEATH〉本来的样子」，主要不同则为删除了一段长4分钟的明日香的场面，而这一场面原本就没打算加入。在此基础上再作修正成最终版〈DEATH(TRUE)2〉。

### 影碟
《新世纪福音战士》系列（电视版与剧场版）首版影像制品的发行格式为鐳射影碟（LD）和VHS录像带，每两话内容一卷，共计14卷。其中1998年8月12日和9月9日发行的第13卷和第14卷分别包含了第25話〈Air〉与第26話〈真心為你〉，并添加了次回预告，以及第12卷中第二十四話的最后还添加了〈Air〉的预告。同年12月23日，收录《死與新生》和《Air/真心為你》两部电影的LD、VHS套装面世，其中DEATH篇的版本是〈DEATH(TRUE)2〉，特典还包含了《新世纪福音战士剧场版 分镜集》。相应的DVD影碟于1999年9月22日推出，这两部电影也有收录在2001年6月22日发售的名为『SECOND IMPACT』的DVD-BOX下卷。
| DVD版本                   | 发售日         | 累积销量（万） |
| ------------------------- | -------------- | -------------- |
| 劇場版DVD                 | 1999年9月22日  | 1.6            |
| SECOND IMPACT DVD-BOX下卷 | 2001年6月22日  | 0.4            |
| DVD-BOX 更新版            | 2003年6月25日  | 2.6            |
| 劇場版DVD 更新版          | 2003年11月27日 | 3.2            |
| 劇場版DVD DTS版           | 2004年11月3日  | 0.1            |
| DVD-BOX 廉价版            | 2007年8月1日   | 2.6            |

《新世纪福音战士》系列版DVD-BOX于2003年6月25日发售，其中劇場版共两张碟，分别收录〈DEATH(TRUE)2〉和〈Air/真心為你〉，特典包含了聲優出演的真人片段。仅收录此版中的剧场版DVD于同年11月27日发行，2004年11月3日又发行了高音质DTS版。此次更新的版本没有REBIRTH篇，使得观看包含片尾曲《魂之轮回》的、完整的《死與新生》变得困难。
首套高清修復版藍光光碟套装于2015年发行，包含的三部劇場版是影院上映的版本，其中影院上映版《死與新生》之〈DEATH〉篇是首次以影碟的形式发行；同时发行的电视放映版DVD-BOX包含了电视放映版《死與新生》，其中〈DEATH(TRUE)〉也是第一次发行。在此之前发售的影碟都是使用最终修正版〈DEATH(TRUE)2〉。

## 反響

### 反应
《死與新生》和《Air/真心為你》在日本的发行收入分别为11.0億和14.5億日圓，分别是1997年日本本土电影票房第4、第7位。票房收入合计45億日圓。配乐也获得很大的成功，原声音乐专辑《EVANGELION:DEATH》继《NEON GENESIS EVANGELION III》之后再次获得Oricon公信榜专辑周榜冠军，首周销量达21万张，累積35.6万张。同年9月发行的原声音乐专辑《THE END OF EVANGELION》首周销量以16.5万张进入Oricon公信榜前3名，而在11年之后才再次出现动画原声音乐专辑首周销量超过10万张。
2019年，该系列在上海国际电影节期间放映，此次放映分为两部，分别是《新世纪福音战士剧场版：DEATH(TRUE)2》和《新世纪福音战士剧场版：Air/真心为你》，这是该系列1997年日本公映以来首次在中国大陆上映。两部电影均位列电影节最快售罄的十部电影之内，由于排片场次有限，也催生了不少“求票党”和“换票党”。

### 评价
DEATH篇由於是無視時間軸的剪輯法，对于沒看过电视版的观众来说并不友好，因此被认为是谢绝新观众的作品。許多人反映「沒看過电视版的話，這個總集篇會很難懂」，同时也对该系列做了一个很好的补充和介绍。Them动画评论网的罗伯特·纳尔逊（Robert Nelson）认为《死與新生》是一部仅供拥趸观看的电影，DEATH篇只不过是用来增加片长，而REBIRTH篇更像是一个广告。电影在高潮结束让人无限期待最后的结局，杂志编辑小黑祐一郎评论说，这种期待感也是该系列的魅力所在。
《Air/真心為你》获得了评论家的多数好评。美国作家兼评论家马克·席林高度赞扬这部电影，评论说，该片展示了大量的视觉元素和故事内容，以至于不容易被理解，但会引人着迷。影评人基思·乌里奇（Keith Uhlich）评论道，这部电影作为电视系列结局的替代，它提供了一个非常令人满意的结局；高潮部分是融合了基督教象征、犹太神秘主义、性偏执以及青春期焦虑的末日混战，充满了令人难以忘记的景象和声音。迈克尔·彼得森（Michael Peterson）在《偏锋杂志》发表的文章写道，「庵野秀明作为导演的影像才能直到《Air/真心為你》才真正脱颖而出」。他观察到，「庵野像大卫·林奇一样拥有构图和附随色彩运用方面的技巧，使得创作出的视图不仅在故事情境中显得十分漂亮，而且作为单个画面也十分夺目，这种作画品质应用到了作品中。」
Them动画评论网的卡洛斯·罗斯（Carlos Ross）对影片的后半部分提出了批评，他认为后半部分是如此的混沌和晦涩，以至于失去了主流观众。对于该片不迎合观众的期望，日本演员杉作J太郎表示赞赏，能卖出高票房更是令其震惊。獨立電影制作人帕特里克·米尼也表示很高兴看到这部电影在日本大规模上映，因为它打破了传统电影叙事的规则，主角几乎在每一个转折点上都是彻底的失败，大部分角色在中途就死了，线性叙事在第二部分完全被抛弃。他对电影第二部分的视觉表现给予高度评价，特别是《来吧，甜蜜的死亡》配乐的片段，影像和音乐的融合令人惊叹。
《Air/真心為你》也被奉为日本动画电影经典之作。美国作家帕特里克·马西亚斯将其列入个人的电影十佳，并称它是1990年代最重要的日本动画电影。该片在电影杂志《CUT》2006年发布的「最好的30部日本动画电影」榜单中排第三位，在《映画秘宝》平成（1989年至2019年）电影杰作评选中排名第十一，也是《Time Out Tokyo》评选的平成十大日本动画电影之一。
2014年，《Time Out New York》评选「100大动画电影」时，将其选为第65名，受邀参评的美国导演魏斯·安德森把这部电影选为动画电影十佳之一。2019年，《偏锋杂志》将其排在「有史以来最好的100部科幻电影」榜单中的第42名。2020年，Screen Rant将其评为最致命的虚构災難片。

### 荣誉
| 奖项                             | 年份（届次） | 类别             | 对象                               | 结果 | 来源    |
| -------------------------------- | ------------ | ---------------- | ---------------------------------- | ---- | ------- |
| 日本金唱片大獎                   | 1997年（12） | 年度最佳动画专辑 | EVANGELION:DEATH                   | 獲獎 | [ 118 ] |
| 金票房獎                         | 1997年（15） | 優秀銀獎         | 新世紀福音戰士劇場版：Air/真心為你 | 獲獎 | [ 119 ] |
| 金票房獎                         | 1997年（15） | 優秀銀獎         | 新世紀福音戰士劇場版：死與新生     | 獲獎 | [ 119 ] |
| 神戶動畫獎                       | 1997年（2）  | 会場特別獎       | 新世紀福音戰士劇場版：死與新生     | 獲獎 | [ 120 ] |
| 神戶動畫獎                       | 1997年（2）  | 会場特別獎       | 新世紀福音戰士劇場版：Air/真心為你 | 獲獎 | [ 120 ] |
| 神戶動畫獎                       | 1997年（2）  | 最佳音樂獎       | 鷺巢詩郎                           | 獲獎 | [ 120 ] |
| 日本電影學院獎                   | 1998年（21） | 話題作品獎       | 新世紀福音戰士劇場版：Air/真心為你 | 獲獎 | [ 121 ] |
| 日本電影學院獎                   | 1998年（21） | 協会特别獎       | 角川歷彥                           | 獲獎 | [ 121 ] |
| Animage动画大奖 Anime Grand Prix | 1998年（20） | 年度最佳动画     | 新世紀福音戰士劇場版               | 獲獎 | [ 122 ] |
| Animage动画大奖 Anime Grand Prix | 1998年（20） | 年度最佳动画歌曲 | 魂之轮回                           | 第二 | [ 122 ] |
| Animage动画大奖 Anime Grand Prix | 1998年（20） | 年度最佳动画歌曲 | THANATOS-IF I CAN'T BE YOURS-      | 第四 | [ 122 ] |
| 平成动画歌曲大赏                 | 2019年       | 电影主題曲獎     | 魂之轮回                           | 獲獎 | [ 123 ] |

### 影响
《Air/真心為你》影响了魏斯·安德森的电影《犬之島》的创作。EVA贰号机战斗场面名留日本动画史，影响了后世一些动画师，如龜田祥倫、横田拓己。
该作也被一些作品引用和致敬，如美国动画《史帝芬宇宙》、电影《不速之客》。中國动画电影《十万个冷笑话》也进行了致敬，其片尾曲《来吧，甜蜜的吐槽》即改编自本作的插曲《来吧，甜蜜的死亡》。受影响的还有彩虹乐团的歌曲，负责作曲的tetsu看过电影后，抱着希望明日香打开心扉的想法创作了该曲。

## 引用和注释

### 脚注
1. ↑  角川書店、Project Eva.、GAINAX、東京電視台、世嘉、東映
2. ↑  這句話原文為，也可以翻譯成「受不了」、「感覺真差」等等。此語出自法國導演電影作品中主角最後台詞，「C'est vraiment dégueulasse」。
3. ↑  人物作画監督
4. ↑  機械作画監督
5. ↑  日语：ビデオ版 (video版)。英文区亦用：Director's Cut (导演剪辑版)
6. ↑  MASH为鹭巢诗郎与Martin Lascelles共同创作时的笔名[64]
7. ↑  原文：
8. ↑  DVD-BOX包含电视版与剧场版
9. ↑  1997年三部热门电影（《失樂園》《新世紀福音戰士劇場版：死與新生》《新世紀福音戰士劇場版：Air/真心為你》）的製作人

## 外部連結
- 互联网电影数据库（IMDb）上《Evangelion: Death & Rebirth》的资料（英文）
- 互联网电影数据库（IMDb）上《The End of Evangelion》的资料（英文）